# 天宫镇
天宫镇，原为天宫乡，是中华人民共和国四川省南充市阆中市下辖的一个乡镇级行政单位。2019年10月，撤销天宫乡和天林乡，设立天宫镇，以原天宫乡和原天林乡所属行政区域为天宫镇的行政区域。

## 行政区划
天宫镇下辖以下地区：
龙山驿村、洞湾村、天宫院村、西河塘村、临江镇村、宝珠寺村、灵神村和石狮村。

## 中国传统村落
2012年，天宫院村被评为首批“中国传统村落”。